# Jan Janssen (Radsportler)

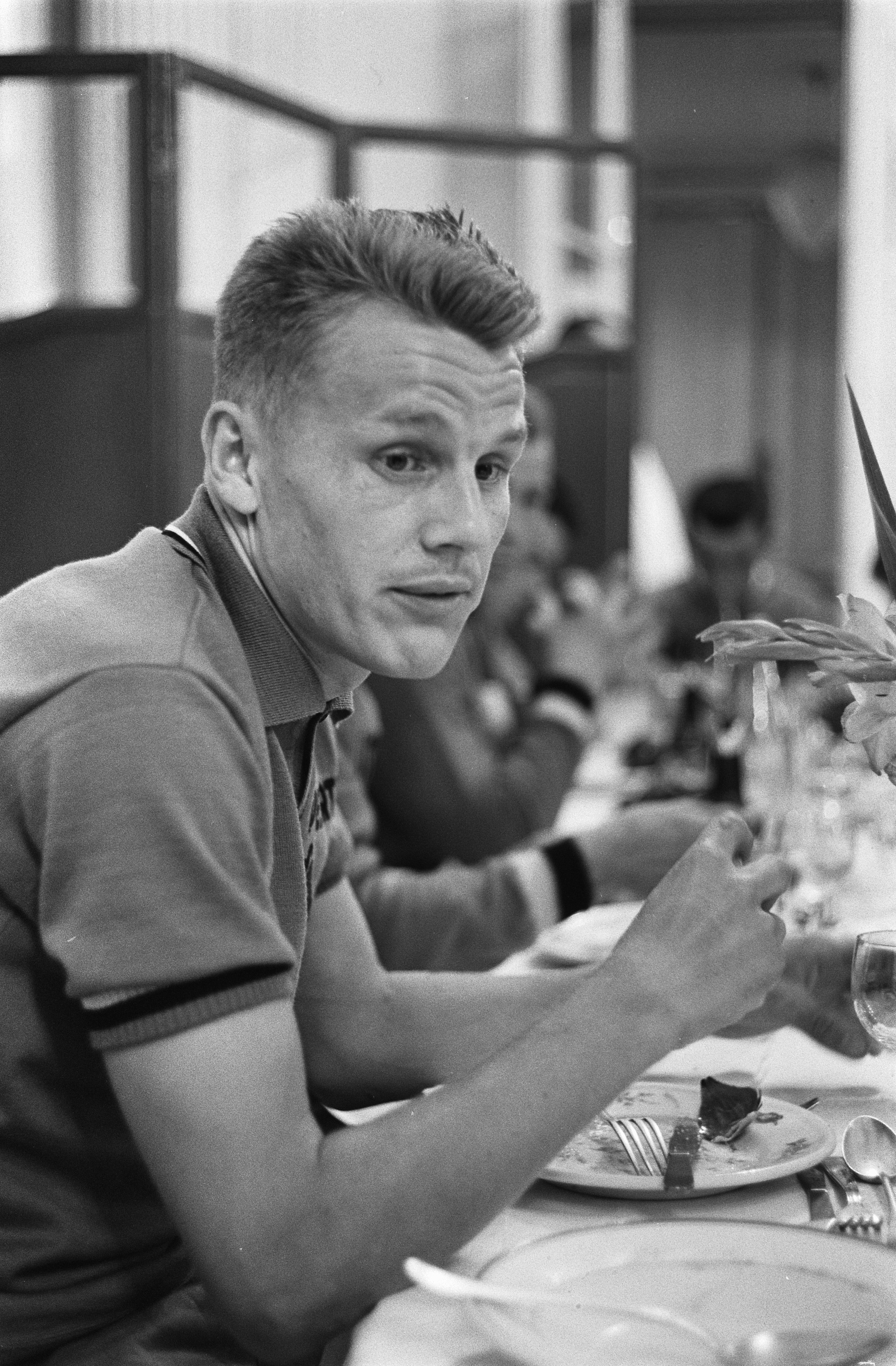
Jan Janssen, 1963

Johannes Adrianus „Jan“ Janssen (* 19. Mai 1940 in Nootdorp) ist ein ehemaliger niederländischer Radrennfahrer. Er war einer der besten Radprofis der 1960er-Jahre und gewann die Tour de France 1968.

## Karriere
Janssen begann seine Radsportlaufbahn 1956 als 16-Jähriger, nachdem er zu seinem 15. Geburtstag von seinen Eltern ein Rennrad geschenkt bekam,  und konnte mit 40 Siegen in die Amateurklasse wechseln. Dort war er von 1958 bis 1962 44-mal als Mitglied des Vereins „De Rotterdaamse Leeuwe“ erfolgreich. 1959 wurde er erstmals international eingesetzt, als er die DDR-Rundfahrt bestritt (Etappensieger im Einzelzeitfahren) und anschließend Vierter beim Klassiker Rund um Berlin wurde. 1960 gewann er mit der Ronde van Midden-Nederland eines der traditionsreichsten niederländischen Eintagesrennen.
1961 profilierte er sich als Spezialist für Etappenfahrten bei der 1. Tour de France für Amateure (Tour de l’Avenir 1961) und belegte den 9. Platz in der Gesamtwertung. 1962 war er Dritter der Tour de l’Avenir mit drei Etappensiegen. Bevor er zu den Berufsfahrern wechselte, schloss er seine Ausbildung Maschinenschlosser ab. Er wählte 1962 als Zwischenschritt die Lizenz als Unabhängiger, da er zunächst die Rennen und die Fahrweise bei den Profis studieren wollte.
Seine Profikarriere begann im selben Jahr mit dem Sieg bei der Meisterschaft von Zürich. Zwei Jahre später gewann er 24-jährig die Straßenrad-Weltmeisterschaft in Sallanches 1964. Zahlreiche weitere gute Platzierungen bei klassischen Eintagesrennen folgten; unter anderem gewann er 1967 Paris–Roubaix und musste sich im Spurt um den Weltmeistertitel auf der Straße vor heimischem Publikum nur dem Belgier Eddy Merckx geschlagen geben. 1967 siegte er im Eintagesrennen Genua–Nizza.
Janssen, der vor allem als Einzelzeitfahrer und Prämienspurter erfolgreich war und neben sieben Etappen dreimal das Grüne Trikot der Tour gewann (1964, 1965, 1967), konnte sich auch im Gesamtklassement durchsetzen: Er holte als jeweils erster Niederländer den Sieg bei der Vuelta a España 1967 bzw. der Tour de France 1968. Der Sieg bei dieser Tour ist bis heute mit nur 38 Sekunden Vorsprung der zweitknappste. Janssen gelang es noch auf der letzten Etappe, einem Einzelzeitfahren, dem Belgier Herman Van Springel, das Gelbe Trikot abzunehmen.
Er errang von 1962 bis 1972 121 Siege als Profi, darunter auch bei vier Sechstagerennen in Amsterdam, Antwerpen und Madrid in den Jahren 1965 bis 1968. Während der Saison 1973 beendete er seine Karriere im Alter von 33 Jahren.

## Kurioses
Janssen verpasste den Start der siebten Etappe der Tour de France 1963 und startete erst mit 15 Minuten Verspätung. Ca. bei Kilometer 80 holte er das Peloton ein und wurde von den Mitfahrenden ob seines verspäteten Starts verhöhnt. Trotz der enormen Anstrengung, die verlorene Viertelstunde aufzuholen, gewann er die Etappe mit einer Sekunde Vorsprung.

## Sonstiges
Jan Janssen vertreibt eine eigene Radmarke Jan Janssen.
Er ist nicht zu verwechseln mit dem Olympiateilnehmer von 1968, Jan Jansen.
Seit dem Tod von Federico Bahamontes im August 2023 ist Janssen der älteste lebende Gesamtsieger der Tour de France.
Sein Enkel Steven Théolier startete als Skirennläufer für Frankreich und die Niederlande.